# Любомир Йойко
Любоми́р Йо́йко (*1905, місто Золочів, нині Львівської області — рік і місце смерті невідомі) — правник, концертно-камерний співак (героїчний тенор).

## Життєпис
Закінчив юридичний факультет Львівського університету, працював у адвокатській канцелярії. Вокальну освіту здобув у Львівській консерваторії.
До 1939 виступав із сольними концертами у Львові, Бережанах, Тернополі, Коломиї, Станіславі (нині Івано-Франківськ) та інших містах Східної Галичини, 1940-ві — в містах Західної Європи.
Виконував українські народні пісні, твори Василя Барвінського, Миколи Лисенка, Станіслава Людкевича й інших українських і зарубіжних композиторів.